# Maytenus scutioides
Maytenus scutioides là một loài thực vật có hoa trong họ Dây gối. Loài này được (Griseb.) Lourteig & O'Donell mô tả khoa học đầu tiên năm 1955.